# استیلبیت
استیلبیت  (به انگلیسی: Stilbite) با فرمول شیمیایی  CaO:۷٫۹۶٪  Al2O۳:۱۴٫۴۷٪  SiO۲:۵۹٫۶۷٪ H2O:۱۷٫۹۰٪ از مجموعه کانی هاست و از کلمه یونانی Stilbe یعنی جلا گرفته شده‌است. برای اولین بار در ایسلند کشف شد و از نظر شکل بلور: ورقه‌ای (پهن و کوتاه) - فلسی، رنگ: سفید - قرمز - زرد - قهوه ای، شفافیت: شفاف - نیمه شفاف، جلا: شیشه‌ای - صدفی، رخ: کامل، سیستم تبلور: مونوکلینیک  است  و منشأ تشکیل آن هیدروترمال - آتشفشانی (پست ولکانیک) است.
همایند کانی‌شناسی (پارانژ) آن هولاندیت - پرهینیت- هولاندیت- لومونیت- چابازیت است
، از نظر ژیزمان بلور- اگرگات درخشان فراوان است و بیشتر در ایسلند، بریتانیای کبیر، آمریکا یافت می‌شود.

## نگارخانه

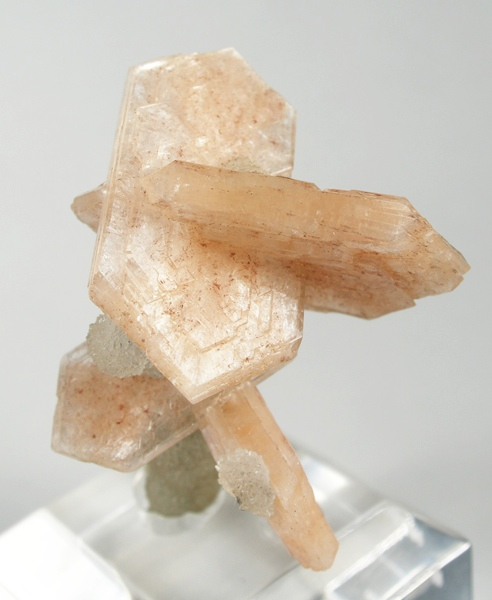
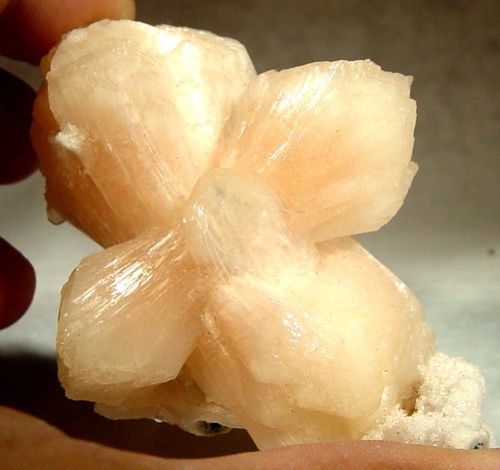

## منبع
- پردیس کشاورزی ایران